# العلاقات السورية الكمبودية
العلاقات السورية الكمبودية هي العلاقات الثنائية التي تجمع بين سوريا وكمبوديا.

## مقارنة بين البلدين
هذه مقارنة عامة ومرجعية للدولتين:
| وجه المقارنة                                              | سوريا                    | كمبوديا                   |
| --------------------------------------------------------- | ------------------------ | ------------------------- |
| المساحة (كم2)                                             | 185.18 ألف               | 181.03 ألف                |
| عدد السكان (نسمة)                                         | 18.27 مليون              | 16.01 مليون               |
| الكثافة السكانية (ن./كم²)                                 | 98.66                    | 88.44                     |
| العاصمة                                                   | دمشق                     | بنوم بنه                  |
| اللغة الرسمية                                             | اللغة العربية            | اللغة الخميرية            |
| العملة                                                    | ليرة سورية               | ريال كمبودي، دولار أمريكي |
| الناتج المحلي الإجمالي (بليون دولار)                      | 60.20 مليار              | 22.16 مليار               |
| الناتج المحلي الإجمالي (تعادل القوة الشرائية) بليون دولار |                          | 54.37 مليار               |
| الناتج المحلي الإجمالي الاسمي للفرد دولار أمريكي          |                          | 1.16 ألف                  |
| الناتج المحلي الإجمالي للفرد دولار أمريكي                 |                          | 3.26 ألف                  |
| مؤشر التنمية البشرية                                      | 0.594                    | 0.555                     |
| رمز المكالمات الدولي                                      | +963                     | +855                      |
| رمز الإنترنت                                              | .sy                      | .kh                       |
| المنطقة الزمنية                                           | ت ع م+02:00، ت ع م+03:00 | ت ع م+07:00               |

## منظمات دولية مشتركة
يشترك البلدان في عضوية مجموعة من المنظمات الدولية، منها:
| علم المنظمة | اسم المنظمة                               | تاريخ انضمام سوريا | تاريخ انضمام كمبوديا |
| ----------- | ----------------------------------------- | ------------------ | -------------------- |
|             | مؤسسة التنمية الدولية                     | 28 يونيو 1962      | 22 يوليو 1970        |
|             | يونسكو                                    | 16 نوفمبر 1946     | 3 يوليو 1951         |
|             | وكالة ضمان الاستثمار متعدد الأطراف        | 14 مايو 2002       | 1 ديسمبر 1999        |
|             | الأمم المتحدة                             | 24 أكتوبر 1945     | 14 ديسمبر 1955       |
|             | الاتحاد البريدي العالمي                   | ?                  | ?                    |
|             | البنك الدولي للإنشاء والتعمير             | 10 أبريل 1947      | 22 يوليو 1970        |
|             | الاتحاد الدولي للاتصالات                  | 12 يناير 1924      | 10 أبريل 1952        |
|             | منظمة حظر الأسلحة الكيميائية              | ?                  | ?                    |
|             | مؤسسة التمويل الدولية                     | 28 يونيو 1962      | 26 مارس 1997         |
|             | المركز الدولي لتسوية المنازعات الاستشارية | 24 فبراير 2006     | 19 يناير 2005        |
|             | منظمة الشرطة الجنائية الدولية             | ?                  | ?                    |

## وصلات خارجية
- موقع وزارة الخارجية الكمبودية